# JM ANIMATION
JM ANIMATION（ジェイエムアニメーション、제이엠 애니메이션）は、アニメーションの企画および制作を主な事業内容とする韓国の企業。

## 沿革・概要
- 商号：(주)제이엠 애니메이션（JM ANIMATION CO., LTD）
- 設立：1997年8月20日
- 代表：정미（チョン・ミ、英語表記：Joung Mee）
- 本社所在地：ソウル特別市衿川区加山洞345 ナムソンプラザ1108号

大元動画（現・大元メディア）の制作進行出身のチョン・ミが、1997年にJM Mediaプロダクションとして設立。2003年にJM ANIMATIONに名称変更。アメリカや日本のアニメの下請けを主としている。また、東映アニメーションと共同制作した『太極千字文』を皮切りに、日本のスタジオとの合作作品も手掛けるようになる。

## 作品履歴

### テレビシリーズ
- 巌窟王 （制作元請：GONZO、各話制作協力、2004年-2005年）
- 創聖のアクエリオン （制作元請：サテライト、各話制作協力、2005年）
- 太極千字文 （東映アニメーションと共同制作、2007年-2008年）
- あにゃまる探偵 キルミンずぅ （ハルフィルムメーカーと共同制作→サテライトと共同制作、2009年-2010年）
- アラタカンガタリ〜革神語〜 （サテライトと共同制作、2013年）